# 成会高速公路
成会高速公路是四川省的一条省级高速公路，连接四川省成都市与凉山彝族自治州会理县，途径眉山、青神、乐山、马边、美姑、昭觉、布拖、普格。

## 路段

### 成都－乐山
成都（天府新区）经眉山至乐山高速公路项目（简称天眉乐高速）起于四川天府新区正兴街道，与G108交叉，经成都市双流区，眉山市仁寿县、彭山区、东坡区、青神县，止于乐山市市中区牟子镇，接 乐山绕城高速。全长约95公里，采用双向部分八车道部分六车道高速公路标准建设，设计速度120公里/小时，桥隧比50.5%，总投资约290.7亿元，于2022年9月26日开工，计划2026年建成通车。

### 乐山－马边
乐山至马边段沙湾枢纽至武圣枢纽于2024年12月27日15时开通试运营，该项目全长841公里，其中主线起于乐山市西侧，对接 成渝环线高速乐山至雅安段与 隆得高速乐山至汉源段交叉设置的冷山枢纽互通，止于 沐马高速武圣枢纽互通。主线全长7576公里，联络线全长834公里，采用双向四车道高速公路标准建设，设计速度80公里/小时。全线设桥梁74座，隧道7座，互通式立交10座，管理中心1处，服务区1处，收费站7处，总投资16479亿元。

### 马边－昭觉
马边至昭觉段顺接 沐马高速，经凉山州雷波县、美姑县，止于昭觉县南侧，与 都香高速相接。路线长152公里，桥隧比高达83%，总投资335亿元，建设工期5年，于2019年1月24日开工。其中昭觉至美姑段于2024年12月20日开通。